# 清邁國際機場
清邁國際機場（音素換寫：Th̀āxākāṣ̄yān cheīyngh̄ım̀）是一座位於泰國清邁的民用機場，是旅客前往泰國北部的重要機場，在2013年客運量超過530萬人次，處理超過43,000次航班和18,000噸貨物。機場對國際航班旅客徵收700泰銖、國內航班旅客徵收100泰銖作機場建設費。

## 历史
机场始建于1921年，最初被稱為Suthep Airport。
由于抗议活动造成蘇凡納布機場在2008年暂时关闭，在过渡期，清迈成为中華航空公司台北至欧洲航班與瑞士国际航空公司新加坡至苏黎世航班的替代航點。2011年1月24日，机场成为泰國亞洲航空的次要枢纽。
2005年，客運量達200萬人次，處理超過15,000次航班和16,000噸貨物。
2013年，有19家航空公司選擇在清邁國際機場运营，服务超过530萬人次、43,000次航班和18,000噸貨物。
2014年，完成機場設備升级，包括扩大大型飞机起降的停机坪，将营业时间延长至24/7（2014年4月生效），并扩大了国际抵达大厅和国内候机大厅。

## 概況
一楼为国际、国内乘客到达大厅，二楼为国际乘客离境大厅。

## 航空公司及航點
| 航空公司         | 目的地                                                                            |
| ---------------- | --------------------------------------------------------------------------------- |
| 皇雀航空         | 烏汶、烏隆他尼、曼谷-廊曼                                                         |
| 泰國亞洲航空     | 孔敬、台北-桃園、合艾、河內、素叻他尼、華欣、曼谷-廊曼、曼谷-蘇凡納布、喀比、布吉 |
| 泰國國際航空     | 曼谷-蘇凡納布                                                                     |
| 泰國越捷航空     | 大阪-關西、曼谷-蘇凡納布、布吉                                                    |
| 泰國獅子航空     | 烏打拋、曼谷-廊曼、贵阳（包機）、重慶（季節性）、高雄                             |
| 曼谷航空         | 曼谷-蘇凡納布、布吉、蘇梅                                                         |
| 中國東方航空     | 上海-浦東、昆明                                                                   |
| 中國南方航空     | 廣州、深圳（2025年8月22日開辦）                                                   |
| 中國國際航空     | 北京-首都                                                                         |
| 四川航空         | 成都-天府                                                                         |
| 成都航空         | 成都-天府                                                                         |
| 吉祥航空         | 上海-浦東                                                                         |
| 春秋航空         | 上海-浦東、廣州、西安                                                             |
| 蘇南瑞麗航空     | 西雙版納、昆明                                                                    |
| 香港航空         | 香港                                                                              |
| 香港快運航空     | 香港                                                                              |
| 中華航空         | 台北-桃園                                                                         |
| 長榮航空         | 台北-桃園                                                                         |
| 星宇航空         | 台北-桃園                                                                         |
| 大韓航空         | 首爾-仁川                                                                         |
| 易斯達航空       | 首爾-仁川                                                                         |
| 真航空           | 首爾-仁川                                                                         |
| 濟州航空         | 首爾-仁川                                                                         |
| 韓亞航空         | 首爾-仁川                                                                         |
| 寮國航空         | 琅勃拉邦                                                                          |
| 緬甸國家航空     | 仰光                                                                              |
| 緬甸國際航空     | 仰光                                                                              |
| 亞洲航空         | 吉隆坡                                                                            |
| 馬來西亞國際航空 | 吉隆坡                                                                            |
| 宿霧太平洋航空   | 馬尼拉                                                                            |
| 酷航             | 新加坡                                                                            |

## 外部連結
- 清迈国际机场（泰文）（英文）